# مریت بی. گرستاد
مریت بی. گرستاد (انگلیسی: Merritt B. Gerstad؛ ۵ ژوئیهٔ ۱۹۰۰ – ۱ مارس ۱۹۷۴) فیلم‌بردار اهل ایالات متحده آمریکا بود.

## فیلم‌شناسی
- ناشناخته (۱۹۲۷)
- لندن پس از نیمه‌شب (۱۹۲۷)
- پل سن لوئیس ری (۱۹۲۹)
- جمع اضداد محال است (۱۹۳۱)
- عجیب‌الخلقه‌ها (۱۹۳۲)
- تقلید زندگی (۱۹۳۴)
- شبی در اپرا (۱۹۳۵)
- خوش‌شانس‌ترین دختر جهان (۱۹۳۶)
- سیر در عرش (۱۹۳۷)
- تام، دیک و هری (۱۹۴۱)
- راپسودی در بلو (۱۹۴۵)